# Клочково (Ивановская область)
Клочково — деревня в Шуйском районе Ивановской области. Входит в состав Остаповского сельского поселения.

## География
Находится в южной части Ивановской области на расстоянии приблизительно 13 км на юг-юго-восток по прямой от районного центра города Шуя на левобережье реки Теза.

## История
В 1859 году здесь (тогда деревня в составе Шуйского уезда Владимирской губернии) было учтено 43 двора.

## Население
Постоянное население составляло 401 человек (1859 год), 339 в 2002 году (русские 92 %), 332 в 2010.